# Julia Thinius
Julia Thinius (* 7. September 1991) ist eine deutsche Fußballspielerin. Ihre Position ist die Abwehr.

## Leben
Julia Thinius begann im Alter von acht Jahren mit dem Fußballspielen. Ab 2006 besuchte sie das Kloster-Gymnasium Kalvarienberg, ein Fußball-Internat, in dem sie 2011 ihr Abitur machte.

## Erfolge
Mit der C-Jugend des SC 07 Bad Neuenahr gewann sie den Rheinland-Pokal und die Rheinland-Meisterschaft.
Im November und Dezember 2007 hatte sie vier Einsätze in der Frauen-Bundesliga: Am fünften, siebten, achten und neunten Spieltag stand sie in der Saison 2007/08 in der Anfangsformation des SC 07 Bad Neuenahr.